# Мурисєв Олександр Сергійович
Олександр Сергійович Мурисєв (Балєв) (2 вересня 1915, місто Гомель, тепер Білорусь — 13 листопада 1962, селище Форос, тепер Автономної Республіки Крим) — радянський державний діяч, 1-й секретар Куйбишевського обласного комітету КПРС, голова Куйбишевського облвиконкому. Член ЦК КПРС у 1961—1962 роках. Депутат Верховної Ради Російської РФСР 5-го скликання, член Президії Верховної Ради РРФСР. Депутат Верховної Ради СРСР 6-го скликання. Герой Соціалістичної Праці (9.08.1958).

## Життєпис
Народився в родині лікаря. Батько, болгарин Сергій Балєв, лікар та комуніст був застрелений на мітингу в місті Гомелі в 1917 році. Родина переїхала до Башкортостану, на станцію Аксакова. Там мати, Марія Василівна познайомилася з телеграфістом Антоном Сергійовичем Мурисєвим. Він став батьком для Олександра і його старшої сестри Віри.
У 1927—1930 роках навчався в Белебеєвській професійно-технічній школі Башкирської АРСР.
У 1930—1934 роках працював слюсарем, шофером автодрезини на залізничній станції Аксаково Башкирської АРСР.
У 1934—1936 роках — слухач робітничого факультету при Самарському (Куйбишевському) індустріальному інституті. У 1936—1941 роках навчався на механічному факультеті Куйбишевського індустріального інституту.
У 1941—1943 роках — інженер-технолог, заступника начальника цеху заводу імені Масленникова міста Куйбишева.
Член ВКП(б) з 1942 року.
У 1943—1945 роках — організатор ВЛКСМ заводу імені Масленникова міста Куйбишева.
З березня 1945 по лютий 1948 року — завідувач відділу робітничої молоді Куйбишевського обласного комітету ВЛКСМ.
З лютого 1948 по березень 1949 року — секретар бюро ВКП(б) Куйбишевського індустріального інституту.
У березні — грудні 1949 року — 2-й секретар Похвистнєвського районного комітету ВКП(б) Куйбишевської області.
У грудні 1949 — червні 1951 року — 1-й секретар Куйбишевського сільського районного комітету ВКП(б) Куйбишевської області.
У червні 1951 — серпні 1953 року — 1-й секретар Чапаєвського міського комітету ВКП(б) Куйбишевської області.
У серпні 1953 — січні 1958 року — парторг ЦК КПРС управління будівництва «Куйбишевгідробуд» на будівництві Куйбишевської (Волзької) гідроелектростанції.
У січні — вересні 1958 року — 2-й секретар Куйбишевського обласного комітету КПРС.
Указом Президії Верховної Ради СРСР від 9 серпня 1958 року «за видатні успіхи, досягнуті в спорудженні Куйбишевської гідроелектростанції, великий внесок у розробку і впровадження нових прогресивних методів праці в будівництві гідроспоруд і монтаж обладнання електростанцій» Мурисєву Олександру Сергійовичу, колишньому секретарю партійного комітету «Куйбишевгідробуду», присвоєно звання Героя Соціалістичної Праці з врученням ордена Леніна і золотої медалі «Серп і Молот».
У вересні 1958 — грудні 1959 року — голова виконавчого комітету Куйбишевської обласної ради депутатів трудящих.
20 жовтня 1959 — 13 листопада 1962 року — 1-й секретар Куйбишевського обласного комітету КПРС.
Переніс три інфаркти. Помер 13 листопада 1962 року в селищі Форос Кримської області. Похований в місті Куйбишеві (Самарі).

## Нагороди і звання
- Герой Соціалістичної Праці (9.08.1958)
- орден Леніна (9.08.1958)
- орден Трудового Червоного Прапора (29.07.1960)
- медаль «За трудову доблесть» (25.12.1959)
- медалі